# Lorenzo Martín Roales
Lorenzo Martín Roales (Mieres, Asturias, España, 3 de diciembre de 1955) es un exfutbolista español que se desempeñaba como delantero.

## Clubes
| Club            | País   | Año       |
| --------------- | ------ | --------- |
| Córdoba C. F.   | España | 1977-1978 |
| Castilla C. F.  | España | 1978-1979 |
| Real Oviedo     | España | 1979-1983 |
| Cartagena F. C. | España | 1983-1984 |